# Международный аэропорт имени Джошуа Мкабуко Нкомо
Международный аэропорт имени Джошуа Мкабуко Нкомо (англ. Joshua Mqabuko Nkomo International Airport; (ИАТА: BUQ, ИКАО: FVJN) — международный аэропорт, расположенный в 25 километрах к северо-востоку от Булавайо, Зимбабве.

## Описание
Первоначально аэропорт назывался международный аэропорт Булавайо, но в 2001 году был переименован в честь покойного доктора Джошуа Нкомо, лидера и основателя Союза африканского народа Зимбабве, а также первого вице-президента страны. Это второй международный аэропорт Зимбабве. В международном аэропорту Роберта Габриэля Мугабе недалеко от столицы наблюдается аналогичный поток рейсов.
Аэропорт работает 16 часов в сутки, в часы работы доступны услуги иммиграционной и таможенной служб. Предлагаемые услуги аэропорта включают стоянку самолётов, обслуживание грузов и пассажиров. Дополнительные услуги включают рестораны, магазины, аренду жилья, банковские услуги, парковку, прокат автомобилей и услуги трансфера.

## Новый терминал
1 ноября 2013 года был открыт новый терминал аэропорта.